# Isidor Kracauer
Isidor Kracauer (geboren 16. Oktober 1852 in Sagan, Schlesien; gestorben 24. April 1923 in Frankfurt am Main) war ein Historiker und Kenner des Judentums in Frankfurt am Main.

## Leben
Isidor Kracauer studierte Geschichte, Germanistik und Geographie an der Universität Breslau, an der er auch promoviert wurde. Im Jahre 1875 kam Kracauer nach Frankfurt, wo er bis zu seiner Pensionierung 1919 als Geschichtslehrer am Philanthropin im Frankfurter Nordend arbeitete. In dieser Zeit begann sich Kracauer intensiv mit der Geschichte der Frankfurter Juden zu beschäftigen. Das Resultat seiner ausgiebigen Forschungen sind eine Reihe wichtiger Veröffentlichungen zu diesem Themengebiet. Seine zweibändige Geschichte der Frankfurter Juden gilt inzwischen als Standardwerk. Er war seit den 1880er Jahren bis zu seinem Tod Vorstandsmitglied des Vereins für Geschichte und Altertumskunde in Frankfurt am Main. 1897 wurde ihm der Titel eines Professors verliehen. Aufgrund seiner Forschungen wurde er 1908 mit dem Roten Adlerorden (Vierte Klasse) ausgezeichnet.
Er und seine Ehefrau Hedwig geb. Oppenheimer (1862–1944) leiteten von 1885 bis 1917 die Julius und Amalie-Flersheim'sche Stiftung, die sich der Erziehung und Ausbildung von Söhnen bedürftiger Eltern widmete. Hedwig Kracauer wurde 1942 deportiert und Opfer des Holocaust. Er war Onkel des Soziologen und Schriftstellers Siegfried Kracauer, der diesem auch erste geistige Anregungen im Bezug zu dessen weiteren Werdegang gab.
In seiner Autobiografie Ginster schildert Siegfried die wissenschaftliche Arbeitsweise seines Onkels Isidor sehr anschaulich. Isidors Bruder Adolf war mit Siegfrieds Mutter Rosette, einer Schwester Hedwigs, verheiratet, die ebenfalls 1942 deportiert und in Treblinka ermordet wurde.
Isidor Kracauer ist auf dem Alten jüdischen Friedhof in der Rat-Beil-Straße in Frankfurt bestattet.

## Werke (Auswahl)
- Geschichte der Juden in Frankfurt a.M. (1150–1824), 2 Bände, Frankfurt a. M. 1925–1927. Band 1: UB Marburg Band 2: UB Marburg
- Aus der inneren Geschichte der Juden Frankfurts im XIV. Jahrhundert (Judengasse, Handel und sonstige Berufe). In: Jahresbericht des Philanthropins, Frankfurt a. M. 1914, S. 1–51. Internet Archive
- Urkundenbuch zur Geschichte der Juden in Frankfurt am Main von 1150 bis 1400. Band 1: Urkunden, Rechenbücher, Bedebücher. Band 2: Bürgerbücher, Gerichtsbücher, Grabinschriften, Register. Frankfurt am Main, 1914. Band 1: MDZ München Band 2: MDZ München
- Die politische Geschichte der Frankfurter Juden bis zum Jahre 1349. In: Programm des Philanthropins, Frankfurt a. M. 1911, S. 1–46. UB Gießen MDZ München
- Geschichte der Judengasse in Frankfurt am Main. In: Festschrift zur Jahrhundertfeier der Realschule der israelitischen Gemeinde (Philanthropin), Frankfurt a. M. 1904, S. 307–464. Internet Archive